# Municipio de Phenix
El municipio de Phenix (en inglés: Phenix Township) es un municipio ubicado en el condado de Henry en el estado estadounidense de Illinois. En el año 2010 tenía una población de 1672 habitantes y una densidad poblacional de 19,51 personas por km².

## Geografía
El municipio de Phenix se encuentra ubicado en las coordenadas 41°31′48″N 90°8′40″O / 41.53000, -90.14444. Según la Oficina del Censo de los Estados Unidos, el municipio tiene una superficie total de 85.69 km², de la cual 85,02 km² corresponden a tierra firme y (0,79 %) 0,68 km² es agua.

## Demografía
Según el censo de 2010, había 1672 personas residiendo en el municipio de Phenix. La densidad de población era de 19,51 hab./km². De los 1672 habitantes, el municipio de Phenix estaba compuesto por el 98,39 % blancos, el 0,12 % eran afroamericanos, el 0,12 % eran amerindios, el 0,36 % eran asiáticos, el 0,18 % eran de otras razas y el 0,84 % eran de una mezcla de razas. Del total de la población el 1,79 % eran hispanos o latinos de cualquier raza.